# Incident de Shishigatani
L'incident de Shishigatani (鹿ケ谷事件, Shishigatani jiken) survenu en juin 1177 est un soulèvement avorté contre le régime de Taira no Kiyomori au Japon. Le complot est découvert et ses auteurs arrêtés et punis avant qu'une quelconque partie de leur plan soit engagée.
L'incident est également connu en japonais sous le nom Shishigatani no Inbō (鹿ケ谷の陰謀), la conspiration ou complot  Shishigatani. Le nom vient de l'emplacement où se rencontrent les conspirateurs, une villa de montagne appartenant à Jōken Hōin, dans la vallée de Shishi (Shishigatani) dans la région de Higashiyama de Kyoto.

## Contexte
C'est le plus célèbre d'un certain nombre de complots et soulèvements contre Kiyomori. Celui-ci accède rapidement au pouvoir dans les années 1160 et domine plutôt qu'il ne guide la cour impériale, profitant de sa position pour installer des membres de sa propre famille à de hautes positions au sein de la cour et les marier dans la famille impériale. De plusieurs façons et à un certain nombre de reprises, il offense et s'oppose à l'empereur cloîtré Go-Shirakawa et au clan Fujiwara des nobles et des régents.

## Incident
Fujiwara no Narichika, son fils Fujiwara no Naritsune, Saikō (nom religieux de Fujiwara no Moromitsu), Taira no Yasuyori (Hei-Hogan, ou lieutenant de police Taira), Tada no Kurando Yukitsuna (un genji de la province de Settsu), et le moine Shunkan se réunissent, avec d'autres, dans une petite maison de campagne à Shishigatani, afin de conspirer contre Kiyomori et le clan Taira dans son ensemble.
Cependant, Tada Yukitsuna est un espion pour Kiyomori et rapporte la conspiration à son seigneur. Un moine du nom de Saikō est torturé puis exécuté, suscitant la colère des groupes monastiques déjà opposés à sa considérable autorité laïque. Shunkan, Yasuyori, et Naritsune son exilés sur l'île déserte de Kikaigashima au sud de Kyūshū, qui a été identifié avec au moins trois îles différentes. Kiyomori réprimande alors l'empereur Go-Shirakawa, qui était au courant du complot, saisit un certain nombre de propriétés appartenant aux Fujiwara et révoque un certain nombre de fonctionnaires, dont le régent Fujiwara no Motofusa. Il remplit ensuite les postes vacants de la cour avec les membres de sa propre famille.